# (16443) 1989 GV1
A (16443) 1989 GV1 a Naprendszer kisbolygóövében található aszteroida. Eric Walter Elst fedezte fel 1989. április 3-án.